# 晋安公主 (西梁)
晋安郡长公主（558年—614年），中国南北朝后梁梁明帝之长女。
晋安郡长公主嫁给了琅琊王氏的王衮，王衮是王暕的曾孙。公主初封建昌县公主，进封晋安郡长公主。萧琮降隋，公主例从贬降。等到她妹妹成为隋炀帝的皇后，晋安郡长公主以伯姊之尊，策授任城夫人。大业十年（614年）四月，于河南郡（洛阳）永丰里舍去世，终年五十七岁。

## 传记资料
- 《隋故桃林县令王府君墓志》君之夫人，即梁孝明皇帝之元女也。初封建昌县公主，进封晋安郡长公主。梁祚告终，例从贬降。及内宫正位，咸加礼秩，以伯姊之尊，策授任城夫人，礼也。构疾弥留，遂之大渐，以十年四月，薨于河南永丰里舍，春秋五十有七。